# Kasi Mahomed Agassijew

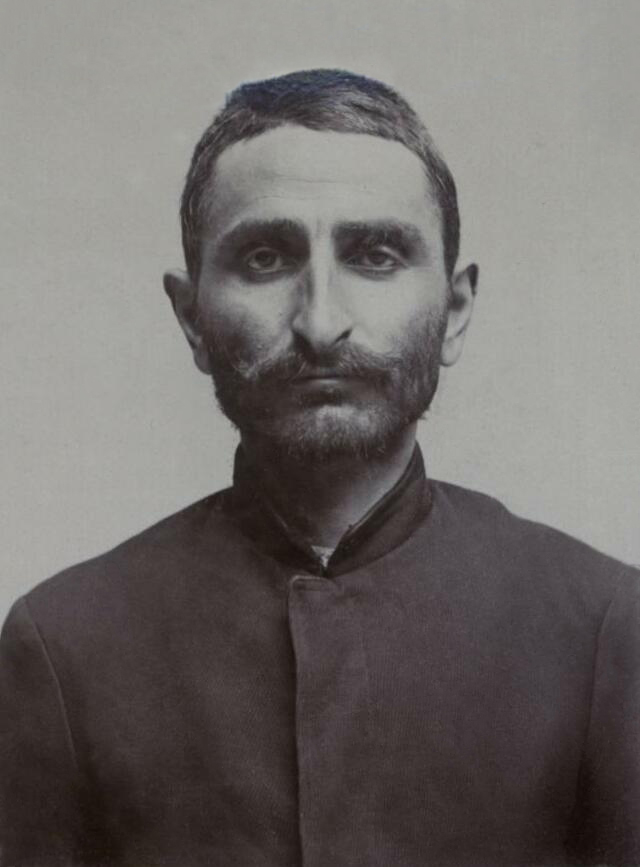
Kasi Mahomed Agassijew

Kasi Mahomed Agassijew (russisch Кази Магомед Агасиев, lesgisch Къазимегьамед Агъасийрин; * 1882 in Achty, Dagestan; † 19. September 1918 in Kassumkent) war ein russischer Revolutionär lesgischer Nationalität. Er war Teilnehmer am Kampf um die Sowjetmacht in Dagestan und Aserbaidschan.

## Leben
Agassijew entstammte einer lesgischen Handwerkerfamilie. Er selbst war als Arbeiter in Baku beschäftigt. Agassijew trat 1904 der Sozialdemokratischen Arbeiterpartei Russlands (SDAPR) bei. Ende 1905 wurde er Mitglied des Bakuer Rates. 1905 gründete er die Lesgische Bolschewistische Gruppe im Bakuer Komitee der SDAPR. Er beteiligte sich aktiv an der Arbeit der Gewerkschaft der Ölarbeiter. Agassijew wurde von den zaristischen Behörden verfolgt, mehrfach verhaftet und aus Baku deportiert.
Nach der Oktoberrevolution 1917 war er Mitglied des Bakuer Sowjets, danach Vorsitzender des Derbenter Sowjets. Nach der Besetzung Dagestans durch Interventen und Bitscherachow-Banden organisierte er 1918 den Partisanenkampf. Agassijew wurde von türkischen Interventionstruppen festgenommen und erschossen.

## Ehrungen
- Die aserbaidschanische Stadt Hajiqabul hieß von 1938 bis 2000 zu seinen Ehren Qazıməmməd (russ. Кази-Магомед).
- In Derbent ist ein Prospekt (проспект Агасиева), in seinem Heimatdorf Achty und weiteren Städten und Dörfern Straßen nach ihm benannt.